# NGC 3458
NGC 3458 је спирална галаксија у сазвежђу Велики медвед која се налази на NGC листи објеката дубоког неба.
Деклинација објекта је + 57° 7' 2" а ректасцензија 10h 56m 1,4s. Привидна величина (магнитуда) објекта NGC 3458 износи 12,3 а фотографска магнитуда 13,3. Налази се на удаљености од 29,5000 милиона парсека од Сунца. NGC 3458 је још познат и под ознакама UGC 6037, MCG 10-16-26, CGCG 291-14, PGC 32854.